# Einrüstung des Mozartdenkmals in Salzburg
Die Einrüstung des Mozartdenkmals in Salzburg war eine im September des „Mozartjahrs“ 1991 durchgeführte Kunstaktion in der Stadt Salzburg, bei der die Statue von Wolfgang Amadeus Mozart auf dem dortigen Mozartplatz mittels aufgetürmter Einkaufswägen verdeckt wurde. Das vom Bildhauer und Objektkünstler Anton Thuswaldner entworfene Projekt galt gemeinhin als Kritik an der Vermarktung der Person Mozarts in Salzburg und löste heftige Kontroversen aus. Aufgrund einer „Hetzkampagne“ des Boulevard-Blatts Kronen Zeitung wurde die Aktion frühzeitig abgebrochen. Zudem gilt die Kampagne als Beispiel eines medial inszenierten Kulturkampfes.

## Vorgeschichte

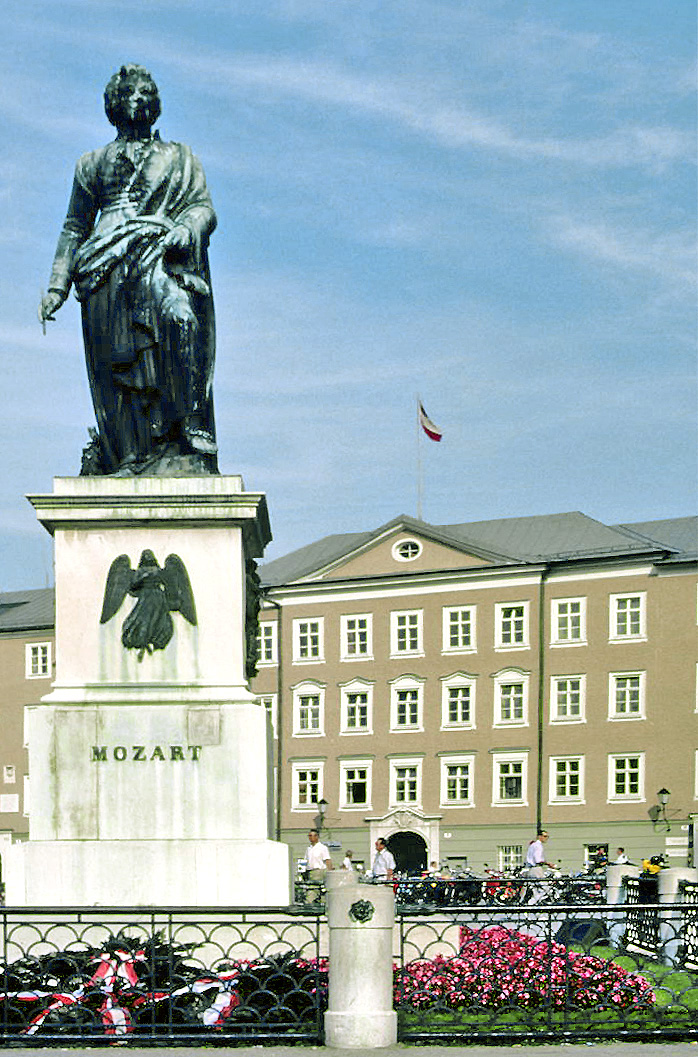
Das Mozartdenkmal in Salzburg im Jahr 1988

Im Jahr 1991 jährte sich der Todestag von Wolfgang A. Mozart zum 200sten Mal, was dazu Anlass gab, ein Mozartjahr zu feiern. Dazu gab es in Salzburg, dem Geburtsort des Komponisten, im Vorlauf auch öffentliche Ausschreibungen für Veranstaltungsprojekte.
Schon lang zuvor war in Salzburg verschiedentlich der „Mozartkult“ in der Stadt angeprangert worden und hatte es unter anderem in links-alternativen und künstlerischen Kreisen Kritik gegeben, dass die Person Mozarts zu einem wirtschaftlichen Werbeobjekt verkomme.
Die SPOT Ges. m. b. H.
In der ersten Hälfte der 1990er Jahre war in Salzburg die SPOT Ges. m. b. H. aktiv, eine im Eigentum der Stadt befindliche Veranstaltungsfirma, die unter Vizebürgermeister und Kulturstadtrat Herbert Fartacek (SPÖ) gegründet worden war. Diese entsprach nicht dem in Salzburg herrschenden konservativen „Kulturklima“, da sie unter anderem die kulturelle Szene ín der Stadt mit etlichen Kulturveranstaltungen bereicherte, die nicht der in der Stadt dominierenden Hochkultur zuzurechnen waren. (Auch fungierte sie bis 1994 als Trägerin des Salzburger Literaturhauses, eine Einrichtung, die schon länger als ein Jahrzehnt lang gefordert worden war.) Kritik an SPOT gab es bald umso mehr, weil diese Veranstaltungen in Summe ein etlich höheres Budget in Anspruch nahmen, als für diesen Kultursektor bisher üblicherweise bereitgestellt worden war.
Der in Kaprun lebende Künstler Anton Thuswaldner wandte sich mit seinem Vorschlag zum Mozartjahr an Fartacek, der dessen Idee einer Einhausung des Mozartdenkmals aufgriff und ausführen ließ. Die Firma SPOT trat als die Veranstalterin der Aktion auf.

## Die Kunstaktion

### Die Installation
Die künstlerische Installation bestand weniger in einer „Verhüllung“, von der in der Presse auch wiederholt gesprochen wurde, sondern vielmehr in Form einer Einrüstung des Mozartdenkmals. Die auf einem Sockel stehende, überlebensgroße Bronzestatue wurde mit einem aus Stahlrohren gefertigten, pyramidenförmigen Gerüst umgeben, an dem entlang an die vierhundert herkömmliche fabriksneue Supermarkt-Einkaufswägen so aufgetürmt wurden, dass mehr oder weniger die gesamte Skulptur verdeckt wurde und nur noch der Kopf der Statue ungehindert zu erkennen war. Die Statue als ganze blieb aber in groben Zügen weiterhin sichtbar. Zudem blieb aus einer gewissen Entfernung die gesamte obere Hälfte der Statue ebenfalls frei einsichtig. „Seine (Thuswaldners) aus diesen Wagen erbaute Skulptur verlieh der von Taubenkot bekleckerten Statue einen weißgleißenden, pyramidalen Rahmen (…) und gab der schwarzgrünen Figur einen spannungsgeladenen Glanz.“ Die Anordnung der chromblitzenden Wägen war in gewisser Weise unregelmäßig, sodass sich auch die nächtliche Straßenbeleuchtung in interessanten Lichtformen und -strukturen widerspiegelte.

„Letztendlich habe ich das Denkmal nun eingerüstet, als einen Protest gegen sich selbst. Dem Denkmal wollte ich den Begriff der Skulptur entgegensetzen, und habe in das architektonische Salzburger Ambiente dieses Platzes und der Kirchen eine vollkommen konträre Skulptur eingefügt, noch dazu eine Skulptur aus Einkaufswagen. Eine Skulptur, die in sich geschlossen ist, erhebt nur den Anspruch auf Ästhetik.“

Thuswaldner äußerte zudem, dass diese Installation für ihn in erster Linie eine „Hommage à Mozart“ darstelle, die zu Reflexionen über die „Übertreibung und Verzerrung der Person durch die Statue“ anregen soll. Erst danach ginge es ihm darum, konkret die Vermarktung Mozarts zum Ausdruck zu bringen.

### Künstlerischer Kontext
Für Anton Thuswaldner waren Denkmäler seit seiner Kindheit ein Objekt des Interesses. Seine Ausbildung zum Bildhauer basierte ursprünglich auf dem Wunsch, selbst Denkmäler zu erschaffen.
Für den Künstler war die Aktion nicht die erste dieser Art. Er hatte schon im März 1989 die Beethoven-Statue in Bonn mit einem Gespinst aus 100.000 Meter Nylonschnüren umgeben, was gewissermaßen ein glitzerndes Zelt ergab. Außerdem waren dort zwei verchromte Baumstämme eingearbeitet gewesen. Thuswaldner zog auch weitere ähnliche Aktionen in anderen Städten Österreichs in Erwägung.

## Rezeption und Kritik
Die Kunstaktion wurde zwar vielfach gutgeheißen, im öffentlichen Diskurs überwog aber die negative Kritik, die unter verschiedenen Gesichtspunkten aufgekommen war.

### Kritik an der Vermarktung der Person Mozarts: Störung eines Wirtschaftsfaktors
Die in den Medien kundgetane erstrangige künstlerische Absicht Thuswaldners der Auseinandersetzung von Person und Skulptur auf einer abstrakteren Ebene wurde kaum wahrgenommen bzw. medial nur wenig aufgegriffen. Die Assoziation der Einkaufswägen mit ‚Supermarkt‘ und ‚Konsum‘ bzw. ‚Verkauf‘ und ‚Ausverkauf‘ war so offensichtlich und dominant, dass allein dieser Zusammenhang diskutiert wurde.
Diesbezüglich zeigte sich umgehend die Salzburger Handelskammer als Vertreterin der örtlichen Kaufmannschaft empört und diskreditierte die Kunstaktion. (Ironisch begegnet wird dieser Kritik in der Ausgabe einer Wochensatire von Walter Müller im Salzburger Fernsehen.)
Sowohl seitens der Handelskammer als auch insbesondere von der Kronenzeitung wurde der Tourismus als Argument gegen die Aktion ins Treffen geführt. Touristen seien beim Anblick der Einhausung entsetzt, schockiert und dergleichen, die Aktion sei „fremdenverkehrs- und wirtschaftsschädigend“, was besonders in Salzburg, das mit Mozart erhebliche Einnahmen erwirtschaftet, als Provokation aufgefasst wurde.

### Das symbolische Abhandenkommen Mozarts: Störung einer bürgerlichen Ordnung
Die Einhausung mittels der Einkaufswägen wurde als äußerst störend empfunden, jedoch weniger als eine eigene Skulptur selbst, die man gemessen am architektonischen Ambiente des Platzes als unpassend hätte empfinden können. Vielmehr erregte sie Aufsehen in ihrer Funktion als „Verdeckerin“ der Person Mozarts. Ungeachtet der Tatsache, dass sowohl Teile der Mozartstatue weiterhin unbehindert zu sehen waren als auch die gesamte Statue in Umrissen weiterhin erkenntlich blieb, wurde durchwegs ein Vokabular verwendet, das ein komplettes Verschwinden der Statue respektive der Person Mozarts zum Ausdruck brachte: In der Presse wurde von „Verhüllung“, aber auch vom „Verschwindenlassen“ Mozarts gesprochen und formuliert, dass er „verschüttet“, „paniert“ oder „begraben“ wurde.
Das scheinbare Abhandenkommen der in Salzburg zum Kultobjekt erhobenen Person löste Verwirrung und Unsicherheit aus. Thuswaldner hatte mit dem Abdecken des Bildnisses von Mozart „den Nerv der Stadt getroffen“, der die Gemüter entzweite: Während die einen die Aktion befürworteten, Lob und Mut aussprachen, kam es auf der Gegenseite zu heftiger Kritik über den „Wagerl-Mozart“ bis hin zu wüsten und aggressiven Beschimpfungen von Künstler und dessen Arbeit.
Als besorgniserregend sah der Künstler selbst den Umstand, dass in den geäußerten Hassmeinungen von Passanten „eine nur seicht begrabene nationalsozialistische Prägung“ offenkundig wurde. Mit der Aussage „Unterm Hitler hätt's das nicht gegeben!“ war Thuswaldner nicht nur in Salzburg, sondern in ähnlicher Weise schon zuvor in Bonn konfrontiert gewesen: „‚Hitler hätte mit diesem Österreicher abgerechnet‘ – das war (dort) der Grundtenor. Und es war eine schwache Minderheit, die sich davon distanzierte.“ Bereits rund zwanzig Jahre vor der Salzburger Aktion war eine im Freien installierte Ausstellung Thuswaldners in St. Johann im Pongau bereits in der ersten Nacht mutwillig und gewaltsam zerstört und die Objekte mit Hakenkreuzen beschmiert worden.
Erklärt wird diese Heftigkeit der Reaktionen damit, dass Thuswaldners Aktion eine festgefahrene bürgerliche Ordnung störe, die sich aus der „säkularisierten Heiligsprechung“ Mozarts im 19. Jahrhundert ergeben hatte. Bereits bei der Enthüllung des Mozartdenkmals 1842 war der Musiker „als Heiligen-Figur auf einen Ersatz-Altar“ gehoben worden:

„Sigismund Ritter von Neukomm, der mit großer Geste Haupt und Arme himmelwärts gehoben hatte, drehte sich gleich einem Hohepriester zum Denkmal um. ‚Es falle die Hülle, und Mozarts Bild strahle fort, ehrend und geehrt für alle Zeiten!‘ Neukomms Arme fielen schlaff herab, langsam sank die Hülle von dem Denkmal. Wolfgang Amadeus Mozarts Figur gleißte überlebensgroß in der scheidenden Sonne.“

Die Glorifizierung und „Heiligsprechung“ des Komponisten hatte sich in Salzburg schon früh zu einem Mozartkult verfestigt, der noch immer betrieben wurde.

„Anton Thuswaldners Installation verwandelt das quasi-sakrale Denkmal zum Denk-Mal. Die Kämpfer gegen die Zerstörung der Denkmal-Aura verteidigen Mozart als eingebildeten Ruhepunkt und als Symbol für eine Insel-der-Seligen-Mentalität, für ungestörtes Einkaufsglück, harmonische Träume, zukleisternden Schönklang und übertünchende Reinheit. (…) Die Mozart-Denkmal-Verteidiger vollziehen reflexartig und in kriegerischer Rhetorik das tradierte Mozart-Heiligtums-Gesetz.“

## Die Kampagne der Kronenzeitung

### Frühzeitige Beendigung der Aktion
Lautstark gegen die Aktion wetterte die Kronenzeitung. Sie erhob unter anderem den Vorwurf, dass mit der Aktion Steuergelder verschwendet würden, wiewohl Thuswaldner und Fartacek beteuerten, dass weder der Künstler ein Honorar verlangt noch der Hersteller der Einkaufswägen dafür Geld erhalten habe. Fartacek habe Letzteren für die Sache ideell gewinnen können, zudem habe das Personal allein „für Gottes Lohn“ gearbeitet. („Dass A. Thuswaldner für seine Arbeit kein Honorar verlangte, ist wohl zwangsläufig, andernfalls hätte er ja auch ‚Mozartvermarktung‘ betrieben.“)
Die Installation war am Samstag, 7. September 1991, also eine Woche nach Beendigung der Salzburger Festspiele errichtet worden und für die Dauer von acht Tagen bis inkl. So. 15. September vorgesehen gewesen. Der Salzburger Bürgermeister Harald Lettner bekannte sich anfänglich trotz der Empörung klar zur Installation („Auch wenn ich gesteinigt werde, das Kunstwerk bleibt bis zum Ende der Woche stehen.“), ordnete aber aufgrund der heftigen Proteste, besonders unter dem Druck der Kronenzeitungskampagne, bald den Abbau der Einrüstung erst für Freitag, den 13., dann schon für Donnerstag, 12. September an. Kurzerhand bildete sich eine Menschenkette mit Befürwortern um das Denkmal, die den Abbruch an diesem Tag verhinderte. All diesen voran standen der Schauspieler und Lokalpolitiker Herbert Fux (Bürgerliste) und der damals in Salzburg lebende Schriftsteller H. C. Artmann. Tags darauf wurde dann, drei Tage früher als vorgesehen, die Einrüstung demontiert; dem Bürgermeister wurde ein „Umfallen“ vor der Kronenzeitung vorgeworfen. Als Grund für den Entschluss zum Abbau wird genannt, „dass ein Mangel darin Bestand, dass die SPÖ-Fraktion sich stärker zu Wort melden hätte müssen. Aufgrund ihrer programmatischen Vorstellungen hätte diese Partei klar deklarieren müssen, dass in Relation zu all dem, was es an traditionellen Angeboten in dieser Stadt gibt, es ein Faktum ist, dass auch kritische Ansätze da sein müssen.“
Solange die Installation stand, wurde in der Kronenzeitung ausschließlich negativ darüber berichtet, wie sich Touristen, also Personen, die für die Stadt Einnahmen bedeuten, über die Aktion entsetzt zeigen. Nach Abbruch wurde diesbezüglich nur noch davon gesprochen, dass die Installation bei diesen großes Interesse geweckt habe. Zitate von Einheimischen gab es in der Zeitung ebenfalls und ausschließlich in Form herber negativer Kritik, was nicht den tatsächlichen Verhältnissen entsprach, denn „prozentuell gesehen überwogen im Grunde die positiven Reaktionen bei weitem. Nur waren sie eben nicht gut für Schlagzeilen geeignet“.

### Der inszenierte Kulturkampf

Älteres Logo der „Krone“

Die Berichterstattung der Kronenzeitung erfolgte mit hochemtionalem Vokabular und erzeugte in der Vorstellung zwei gegnerische Parteien, die angeblich in einem „Krieg um Mozart“ miteinander standen. Auf der heilen Wir-Seite standen unbestimmt die Salzburger, die kleinen Leute, die Kronenzeitungsleser, wobei die Zeitung sich selbst als Fürsprecher dieser Gruppe ausgab. Auf der gegnerischen Seite der Anderen standen privilegierte Künstler und Politiker, also Vertreter einer (vermeintlich) bessergestellten sozialen Schicht generell, im Speziellen hatte man sich aktuell klarerweise auf Thuswaldner und Fartacek eingeschworen. Die „geheiligte“ Person Mozarts als einer von uns wurde dabei zum Opfer deren Tuns gemacht, indem sie durch die Kunstaktion „verschandelt“ wurde und bei der die Kronenzeitung zudem die Frage stellte, ob dies überhaupt Kultur sei. Letztlich ergab sich in der Darstellung der Kronenzeitung durch die vermeintliche Attacke auf Mozart die Bedrohung eines geordneten, heilen kleinbürgerlichen Wir-Gefühls.
Die Kampagne der Zeitung zielte nicht nur darauf ab, mittels Empörung einen Skandal zu erzeugen und ihn in den Kontext eines angeblichen Kampfes um Mozart zu stellen. Vielmehr reihte sich der mediale Feldzug in ein schon länger zuvor begonnenes Vorhaben gegen Kulturstadtrat Herbert Fartacek und die Firma SPOT. Ein Jahr zuvor hatte sich Fartacek wohlwollend gegenüber Punker geäußert, die in der Salzburger Fürbergstraße ein Haus besetzt gehalten hatten („Punkerhaus“), wobei auch Geldmittel für den Erhalt des Hauses in Aussicht gestellt worden waren. Die Kronenzeitung hatte damals bereits die Punker unter anderem mit den Attributen „schmutzig“, „arbeitsscheu“, „asozial“ oder „gewalttätig“ verurteilt. Auch damals hatten die Kronenzeitungsberichte die Vorstellung erzeugt, dass „brav arbeitende“ Salzburger von einer aggressiven Minderheit bedroht würden. Gemeinsam mit den jungen Leuten wurde Kulturstadtrat Fartacek als „Punkerfreund“ ebenfalls zum Feindbild erklärt. Im Zuge der Verunglimpfung der Kunstaktion beim Mozartdenkmal wurde die Sympathie Fartaceks für die „krawallierenden“ Punker erneut ins Spiel gebracht.
Ein halbes Jahr vor der Kunstaktion Thuswaldners hatte die Kronenzeitung im Juni 1991 negativ über die Subventionsvergabe seitens des Fartacek-Ressorts berichtet. Auch dieser Topos der angeblichen Geldverschwendung wurde – ungeachtet gegenteiliger realer Gegebenheiten im Falle des Mozartdenkmals – in den betreffenden Berichten und Meinungen erneut eingesetzt. Die Berichterstattung der Kronenzeitung über die Einrüstung des Mozartdenkmals war somit eingebettet in den größeren Zusammenhang, den SPÖ-Politiker Herbert Fartacek und sein Kulturressort sowie deren Kulturverständnis zum Feindbild zu machen.

### Reaktionen auf die Kampagne der Kronenzeitung
In der Kulturszene Salzburgs hatte sich anlässlich der Kronenzeitungskampagne umgehend ein Salzburger Personenkomitee für das Recht auf freie, unbeeinflusste Meinungsbildung zusammengefunden. In den Salzburger Nachrichten wurde dreimal eine Protestnote gegen das Vorgehen der Kronenzeitung als mittel- oder großformatige Anzeige geschaltet, bei denen eine Unzahl an Salzburger Persönlichkeiten aus verschiedensten Berufssparten als Unterstützer auftrat.
Ein von diesem Personenkomitee formuliertes Flugblatt mit dem Titel Treten Sie zurück, Herr Hasenöhrl! forderte den Rücktritt des Chefredakteurs der Kronenzeitung, denn „die Beschimpfungen (erreichten) ein Ausmaß, das selbst in einer Tageszeitung mit Boulevardcharakter nicht mehr akzetierbar und ohne Beispiel in der österreichischen Presselandschaft ist“. Die Kronenzeitung „betreibt (…) gezielte Falschinformation ihrer Leser, den systematischen Aufbau eines feindlichen Klimas vor allem gegenüber sozialen Randgruppen und manipulativen Journalismus“. Dabei „wurden bewusst Personen diffamiert und Unwahrheiten über Steuergelder verbreitet. Die ‚Krone‘ sprach (zudem) der Kunst das Recht auf Freiheit ab (…)“ Das Flugblatt wurde in einer Auflage von 15.000 Stück in die zum Wochenende 14./15. September 1991 in Salzburg aufgestellten Verkaufsständer der Kronenzeitung eingelegt.
Noch im Herbst 1991 erschien in einer wissenschaftlichen Fachbuchreihe ein Sammelband, der sich unter anderem aus kommunikationswissenschaftlicher, kulturhistorischer und literarischer Sicht dem fallaktuellen Journalismus der Kronenzeitung widmete.

### Sekundärliteratur
- Peter A. Bruck (Hrsg.): Die Mozart Krone. Zur Empörung eines Boulevardblattes und der medialen Konstruktion eines Kulturkampfes. Österreichischer Kunst- und Kulturverlag. Wien, St. Johann im Pongau 1991, ISBN 3-85437-037-5.